# Symlety

Vlnka symlet s 8 nulovými momenty

Symlety (někdy psáno symmlet) jsou rodinou ortogonálních vlnek vytvořenou matematičkou Ingrid Daubechies. Nemají explicitní vyjádření a jsou konstruovány stejně jako Daubechiesové vlnky tak, že na dané délce nosiče mají právě maximální počet nulových momentů. Rozdíl vůči Daubechiesové vlnkám spočívá v tom, že se při jejich konstrukci dbá na co největší symetrii. Jsou tak více symetrické než Daubechiesové vlnky a na rozdíl od nich mají téměř lineární fázi (pro lineární jsou koeficienty komplexní). Používají se k detekci nespojitosti derivací signálu, potlačení (ne)polynomiální části signálu a někdy k odstranění šumu.
Vlastnosti
- asymetrické
- ortogonální, biortogonální
- délka filtrů (počet koeficientů) {\displaystyle N=2p}
- kompaktní nosič délky {\displaystyle N-1=2p-1}
- vlnky {\displaystyle \psi } mají {\displaystyle p} nulových momentů (řád vlnky je {\displaystyle K=p})